# Caiçara (Paraíba)
Caiçara is een gemeente in de Braziliaanse deelstaat Paraíba. De gemeente telt 7.535 inwoners (schatting 2009).
De gemeente grenst aan Jacaraú, Lagoa de Dentro, Serra da Raiz, Belém (Paraíba) en Logradouro (Paraíba).